# Oltacola goetschi
Espèce
Oltacola goetschi est une espèce de solifuges de la famille des Ammotrechidae.

## Répartition
Cette espèce est endémique d'Argentine. Elle se rencontre vers Patquía.

## Classification
Le nom valide complet (avec auteur) de ce taxon est Oltacola goetschi Lawatsch, 1944.

## Publication originale
- (de) W. Goetsch et E. Lawatsch, « Beiträge zur Biologie und Verbreitung südamerikanischer Walzenspinnen », Zoologischer Anzeiger, vol. 144, nos 5-6,‎ 1944, p. 73-90 (ISSN 0044-5231).